# Добещизна
Добещизна (пол. Dobieszczyzna, нім. Ost Langenfeld) — село в Польщі, у гміні Жеркув Яроцинського повіту Великопольського воєводства.
Населення — 740 осіб (2011).

## Демографія
Демографічна структура станом на 31 березня 2011 року:
|          | Загалом | Допрацездатний вік | Працездатний вік | Постпрацездатний вік |
| -------- | ------- | ------------------ | ---------------- | -------------------- |
| Чоловіки | 358     | 75                 | 246              | 37                   |
| Жінки    | 382     | 96                 | 211              | 75                   |
| Разом    | 740     | 171                | 457              | 112                  |